# 红毛羊蹄甲
红毛羊蹄甲（学名：Bauhinia pyrrhoclada）是豆科羊蹄甲属的植物。分布于越南以及中国大陆的海南等地，目前尚未由人工引种栽培。

## 别名
红毛枝羊蹄甲（中国主要植物图说）